# Vedbäraren 19

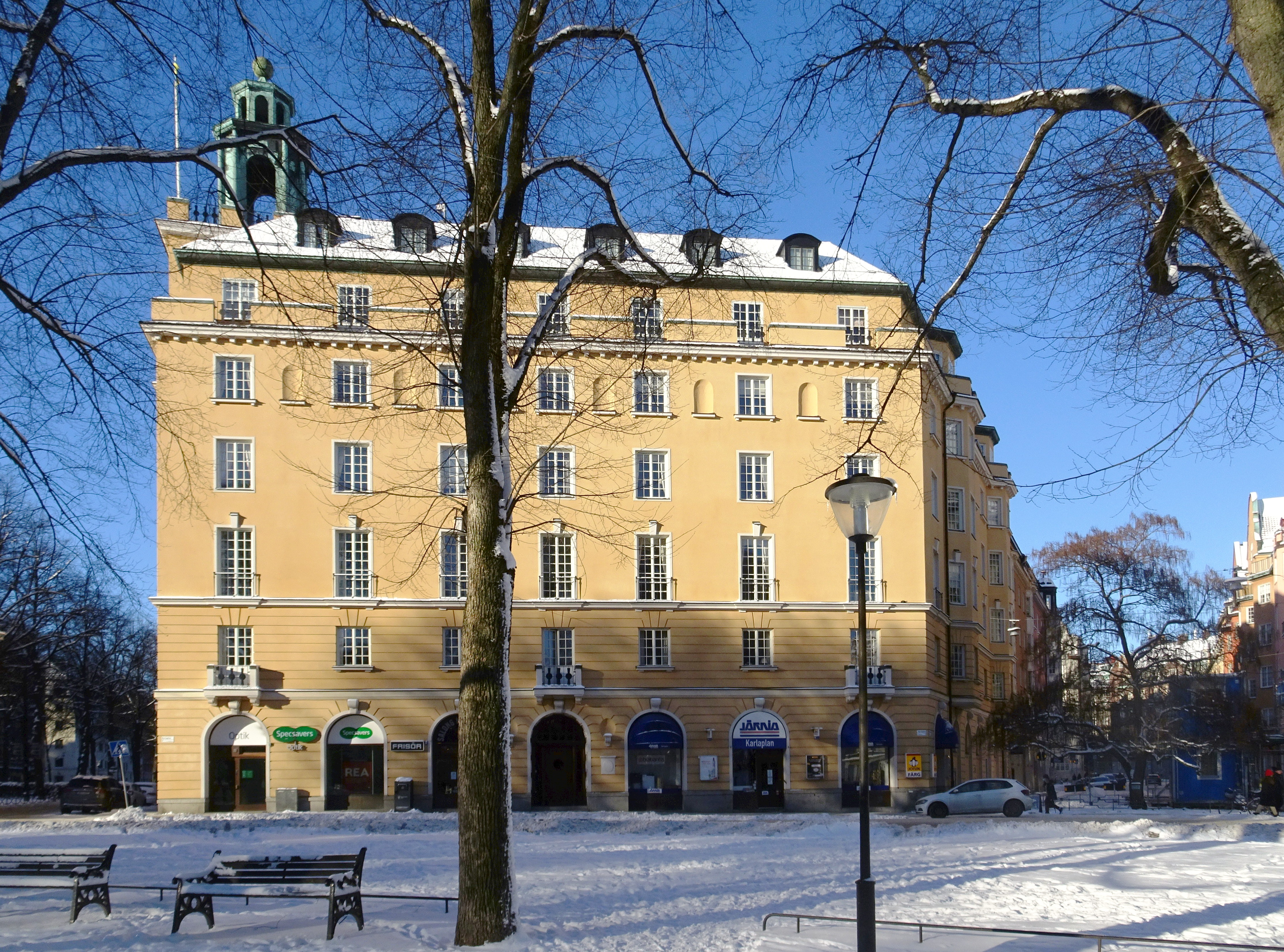
Vedbäraren 19, Karlaplan 7, januari 2021.

Vedbäraren 19 är en kulturhistoriskt värdefull bostadsfastighet i kvarteret Vedbäraren vid Karlaplan 7 på Östermalm i Stockholm. Byggnaden från 1926 är grönmärkt av Stadsmuseet i Stockholm vilket innebär att den bedöms vara "särskilt värdefull från historisk, kulturhistorisk, miljömässig eller konstnärlig synpunkt".

## Historik

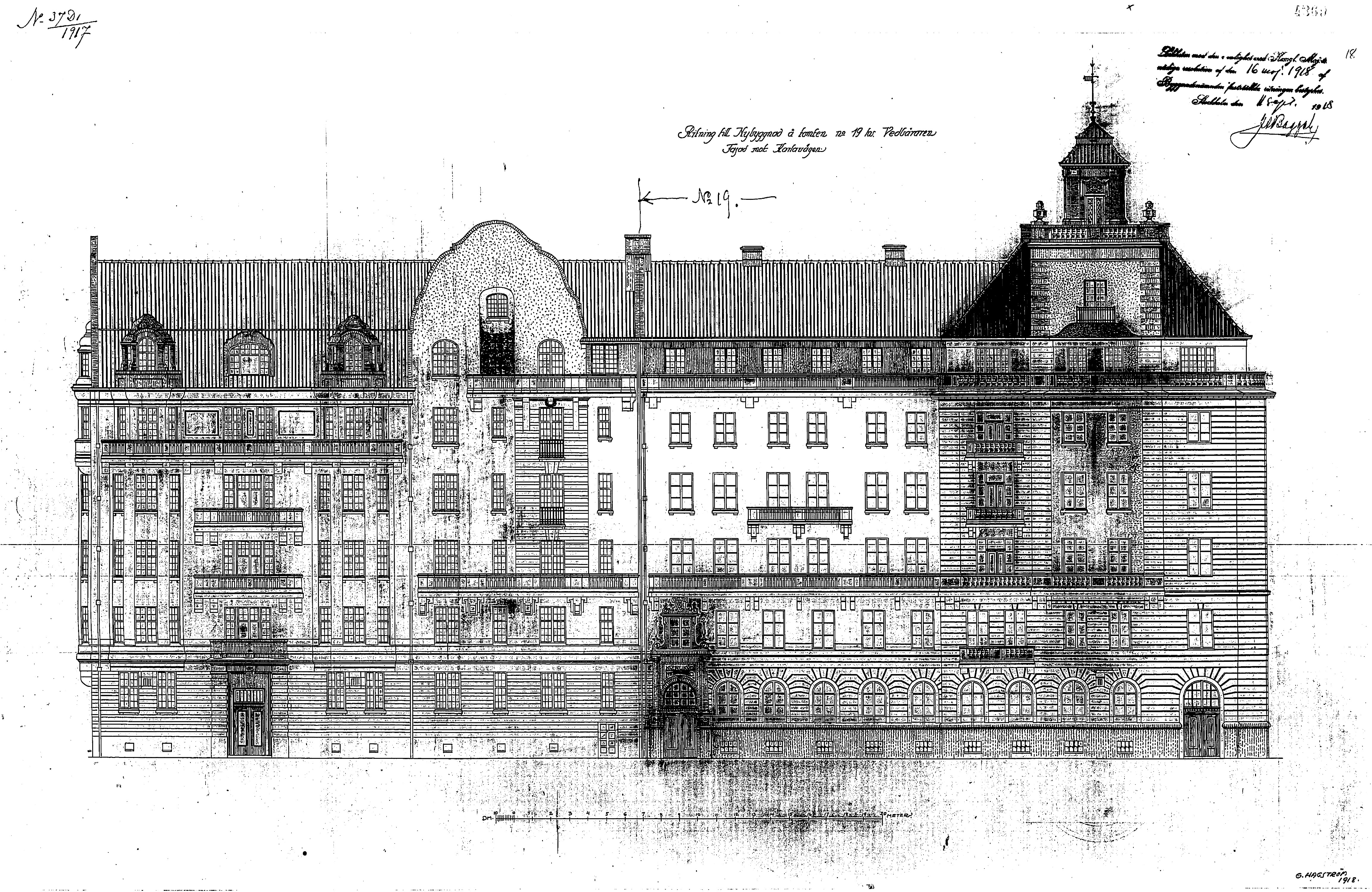
Hagström & Ekmans förslag från 1918.
Vedbäraren 19 till höger och 18 till vänster.

Vedbäraren 19 uppfördes 1925–1926 som en av Karlaplans stora bostadshus i hörnet Östermalmsgatan / Karlavägen och utgör kvarterets avslutning mot sydost. Huset ritades av arkitekterna Gustaf Adolf Falk och Knut Nordenskjöld, för konstruktionerna stod Looström & Gelin och Kasper Höglund AB byggde det.
I mitten av 1910-talet upprättade arkitektkontoret Hagström & Ekman ett förslag till monumental bebyggelse för hela norra delen av Karlaplan (se Stadsplan för Karlaplans norra del). Det var dock bara ett av dessa hus som uppfördes efter Hagström & Ekmans ritningar, nämligen Musketören 10 i kvarteret Musketören. Djursborg 11, Trumslagaren 11 och Vedbäraren 19 blev aldrig byggda efter Hagström & Ekmans ritningar, men arkitekturen följde deras idéer om Karlaplan som en renässansplats. 
På tomten för Vedbäraren 19 planerades redan 1917 en byggnad ritad av arkitekt Georg Hagström (partner i Hagström & Ekman) och samkomponerat med Hagström & Ekmans grannhus Vedbäraren 18. Bygglovsärendet drog ut på tiden och när bygglov slutligen beviljades i september 1918 hade Georg Hagström avlidit en månad tidigare. Bygget kom dock inte igång, troligen fördröjt av första världskriget, och ärendet avskrevs 1923. Tomten förblev obebyggd och såldes 1925 till Edvin Andersson som gav Adolf Falk uppdraget att rita en ny byggnad med ungefär samma volym som Hagströms.

### Exteriör

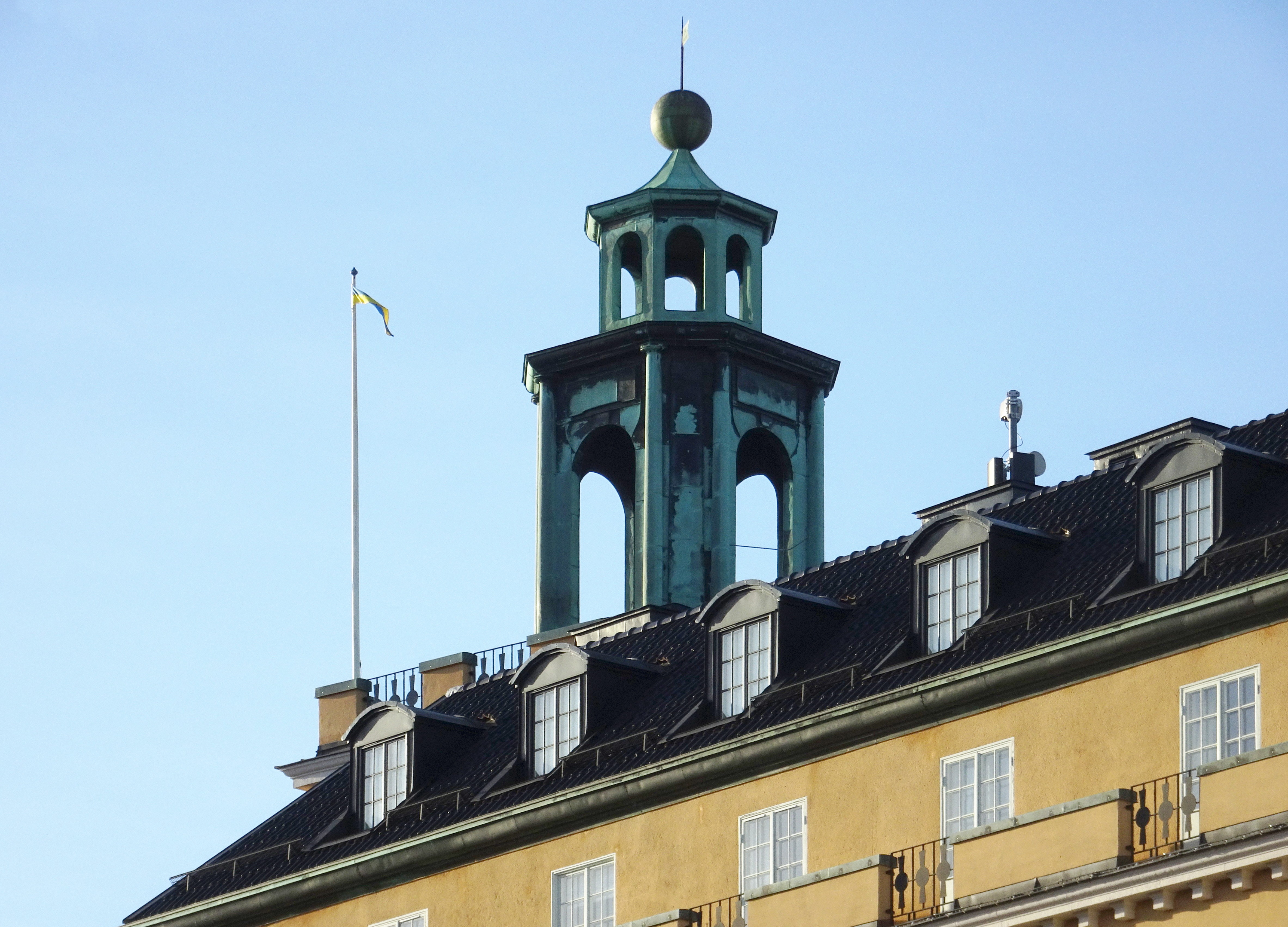
Vedbäraren 19, tornet, januari 2021.

Medan Hagström & Ekmans byggnad ritades på ?1915-talet? i jugendstil kom Falk & Nordenskjöld att gestalta sitt hus tio år senare i den nu moderna 1920-talsklassicismen. Vedbäraren 19 har fem våningar och en något indragen takvåning. Hörnet mot Karlavägen accentuerades av ett torn i sju våningar som kröns av en kopparklädd lanternin. Gatufasaden är slätputsad och avfärgad i gul kulör. I höjd med bottenvåningen och våning 1 trappa utfördes fasadputsen rusticerande. Längs med takvåningen sträcker sig en balustrad ovanför en tandsnittslist. Fönstren till bottenvåningens butiker utfördes som stora rundbågiga nischer. Fasaden renoverades år 2014.

### Interiör
Huvudentrén är från Karlaplan 7. Entréhallen är formgiven i 1920-talsklassicism med väggar i rosarött och grönt vilka är indelade i fält av kolonner med bladkapitäl och medaljonger som mittmotiv. Runt taket löper en tandsnittsfris. Våningsplanerna koncipierades identiska för våning 1–4 trappor med stora lägenheter på mellan fyra och sju rum och kök inklusive jungfrurum för tjänstefolket. En av takvåningens lägenheter innehades en gång av konstnären Rolf de Maré som bostad och ateljé.

## Ägare
Idag ägs fastigheten av bostadsrättsföreningen Vedbäraren 19 som bildades 1980. I huset finns 36 lägenheter med storlekar mellan 51 m² och 168 m². År 2019 såldes en av de stora lägenheterna för 20,3 miljoner kronor.

## Ritningar

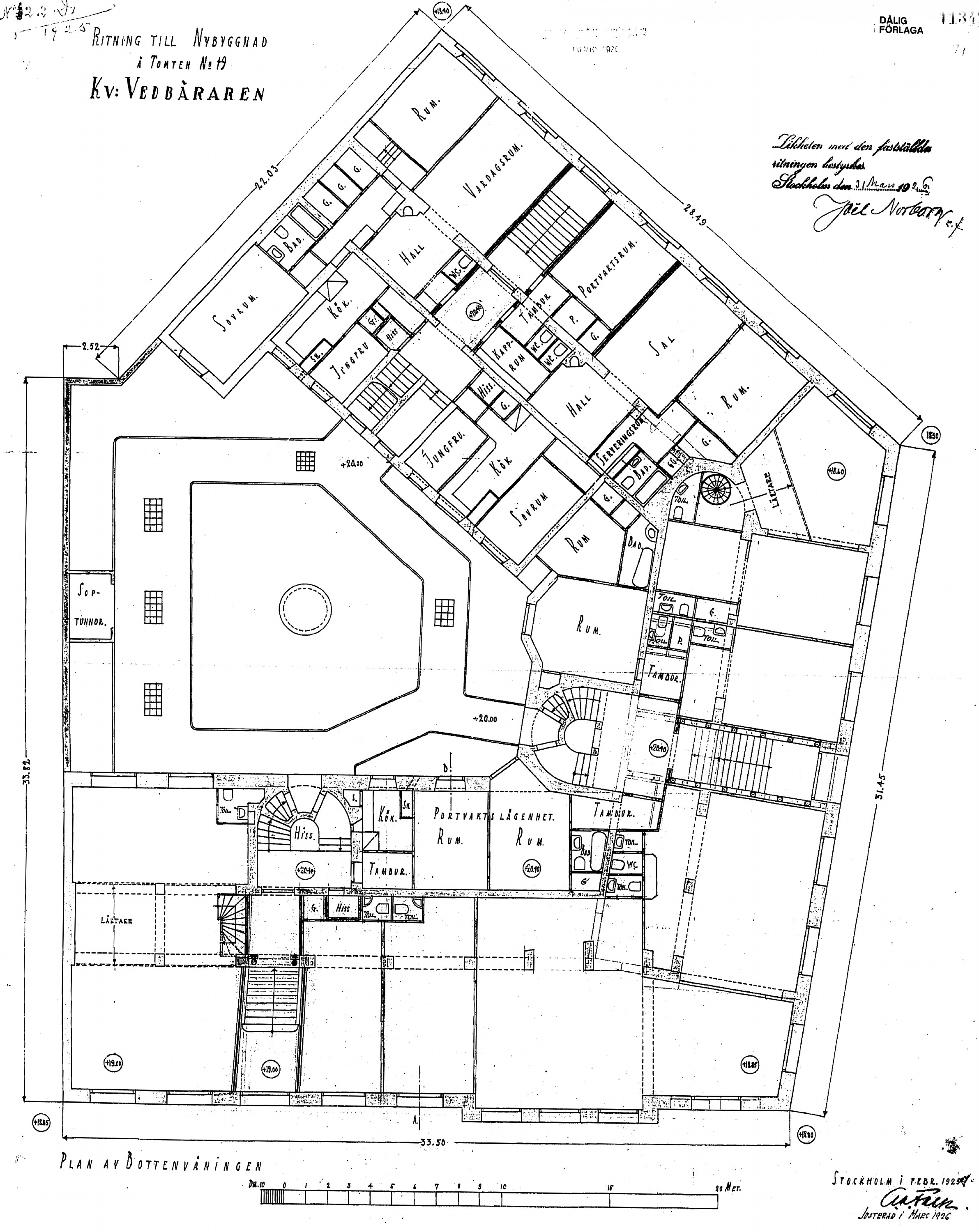
Bottenvåning.
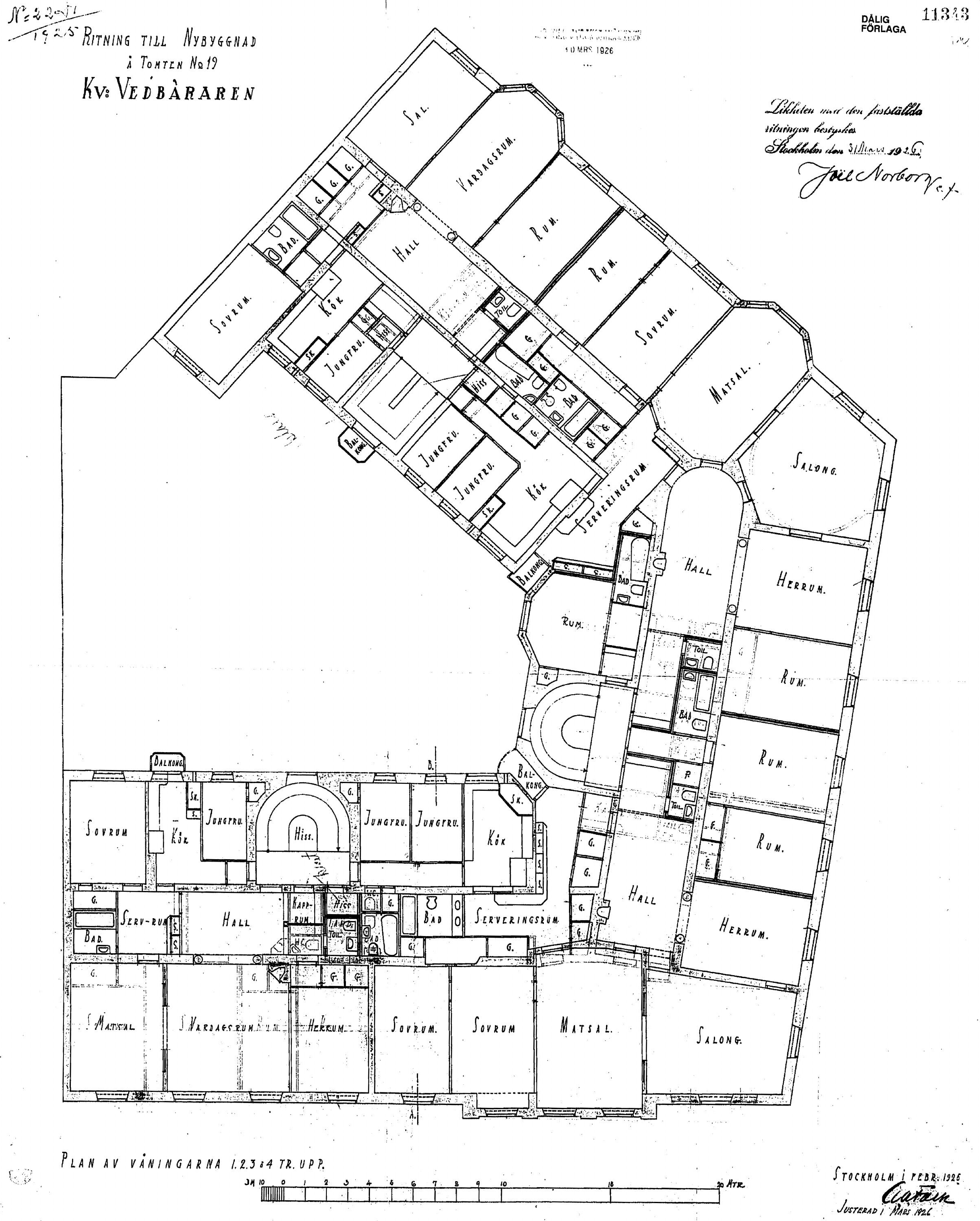
Våningar 1-4 trappor.
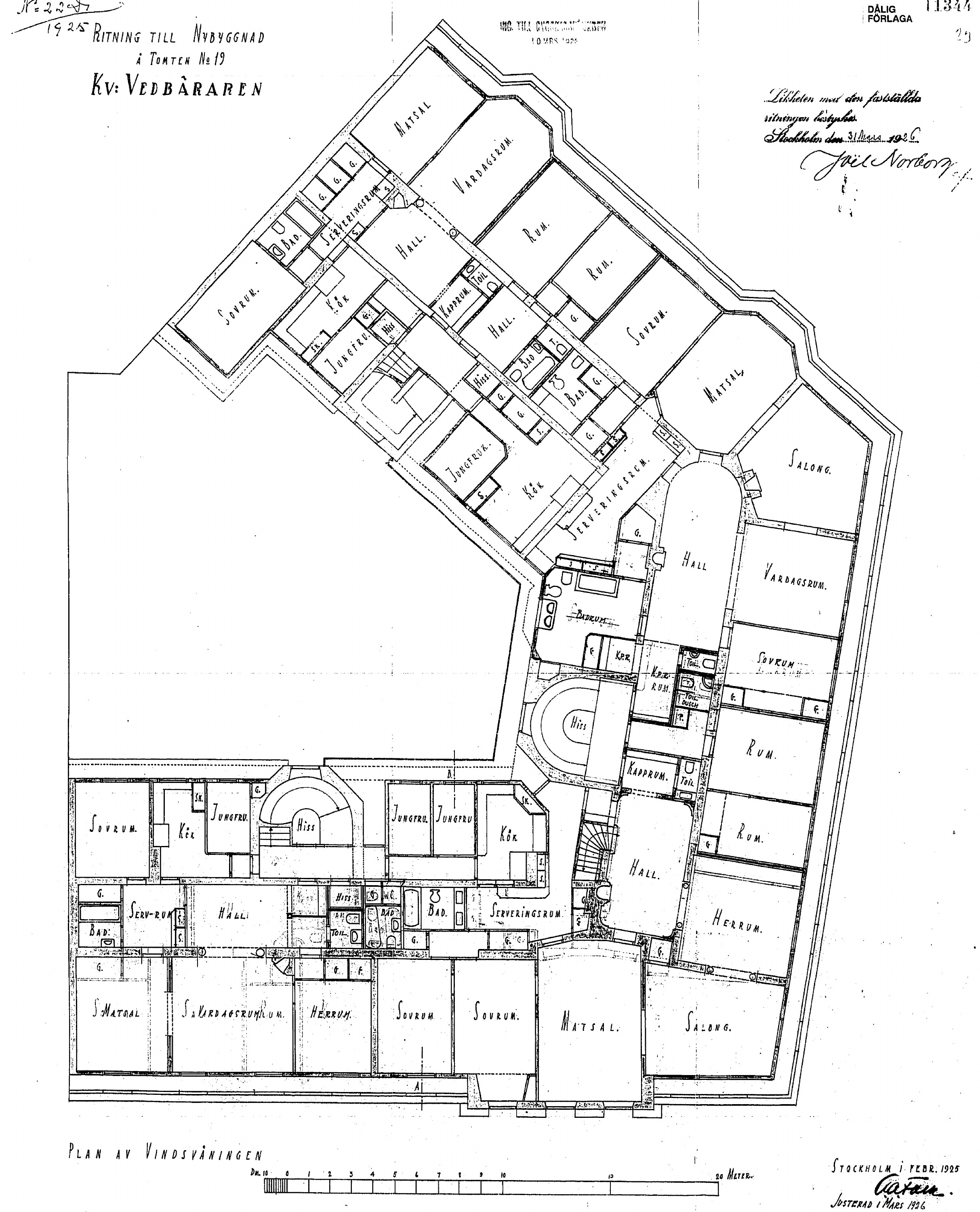
Vindsvåning.
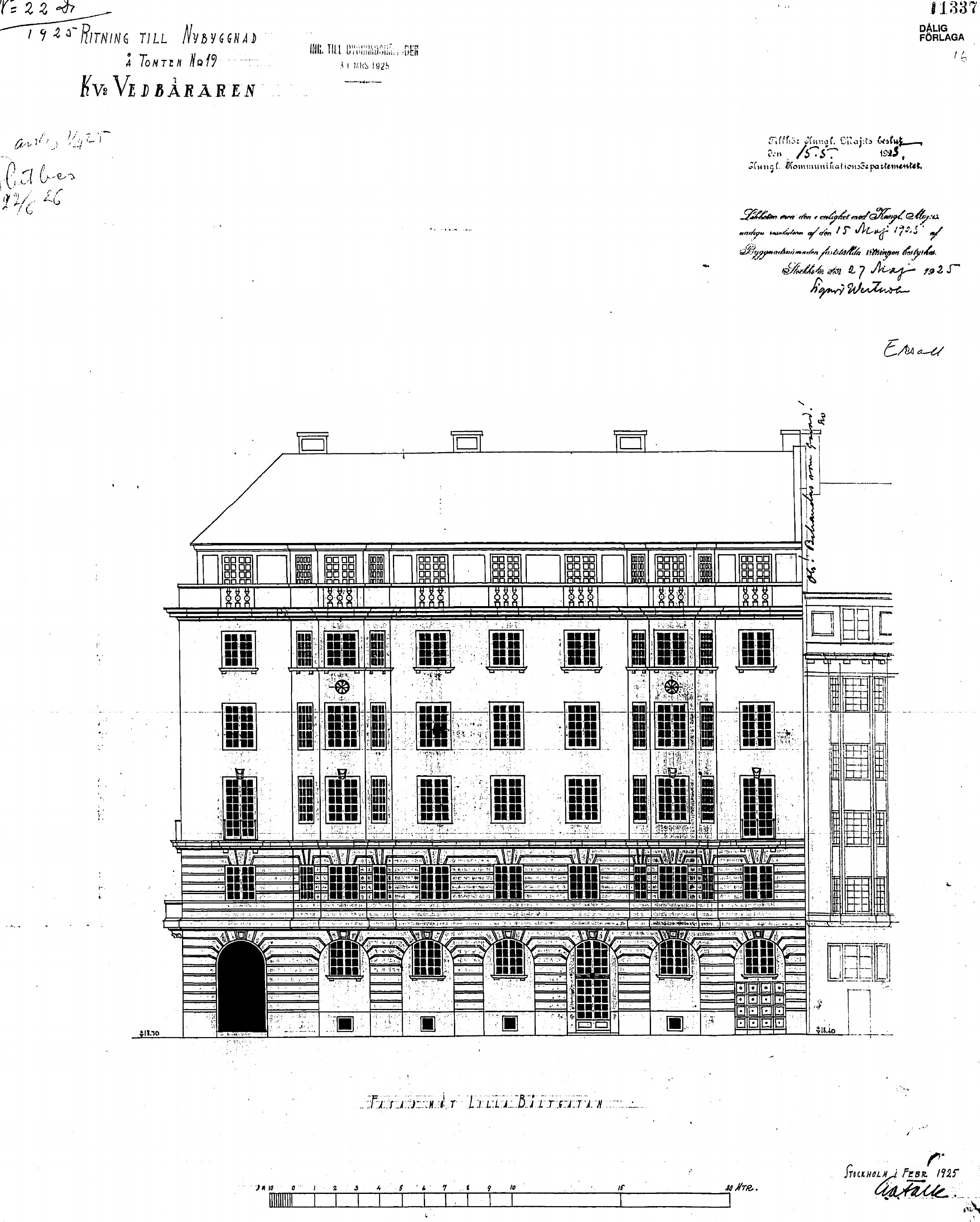
Fasad mot Lilla Bältgatan.
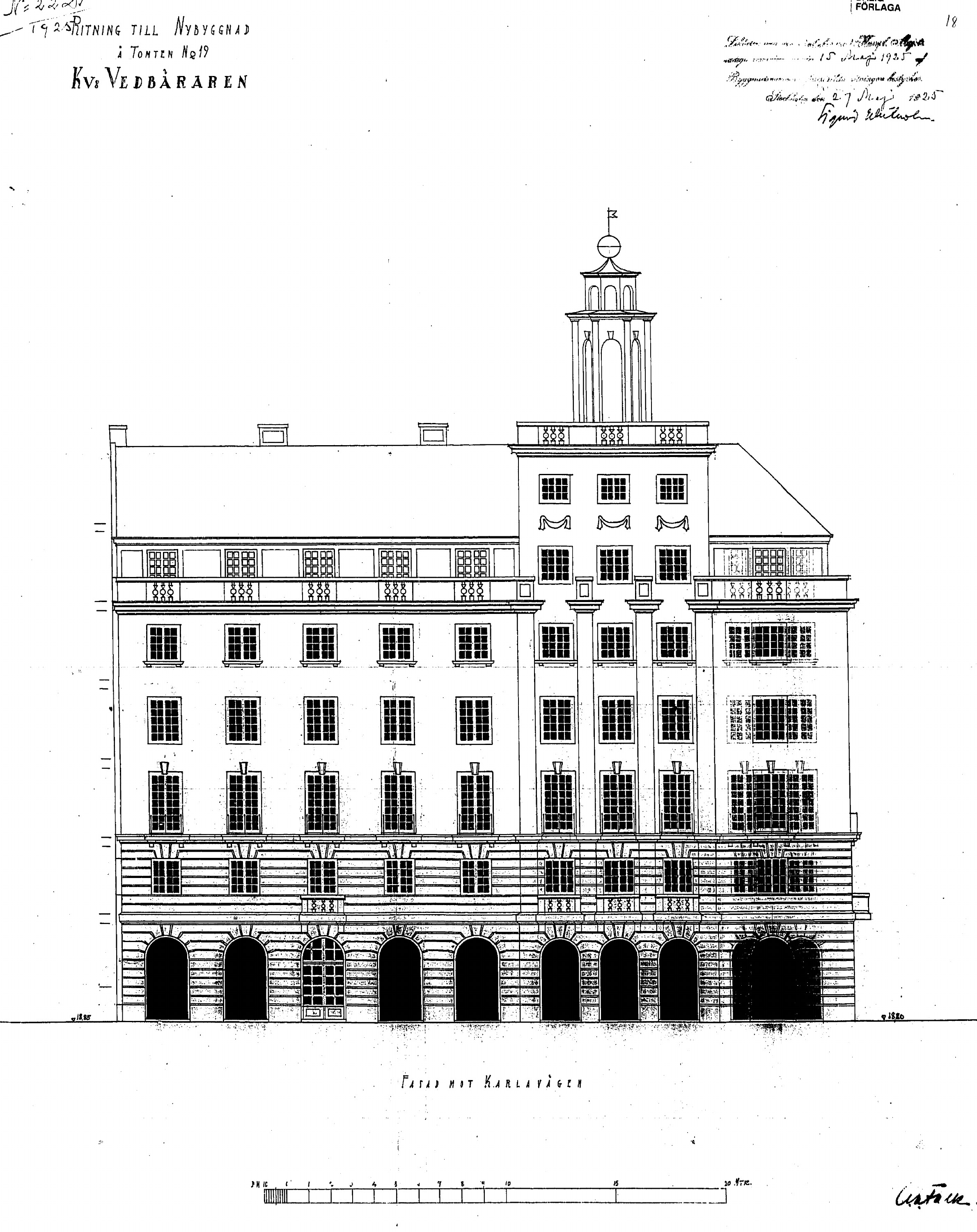
Fasad mot Karlavägen.
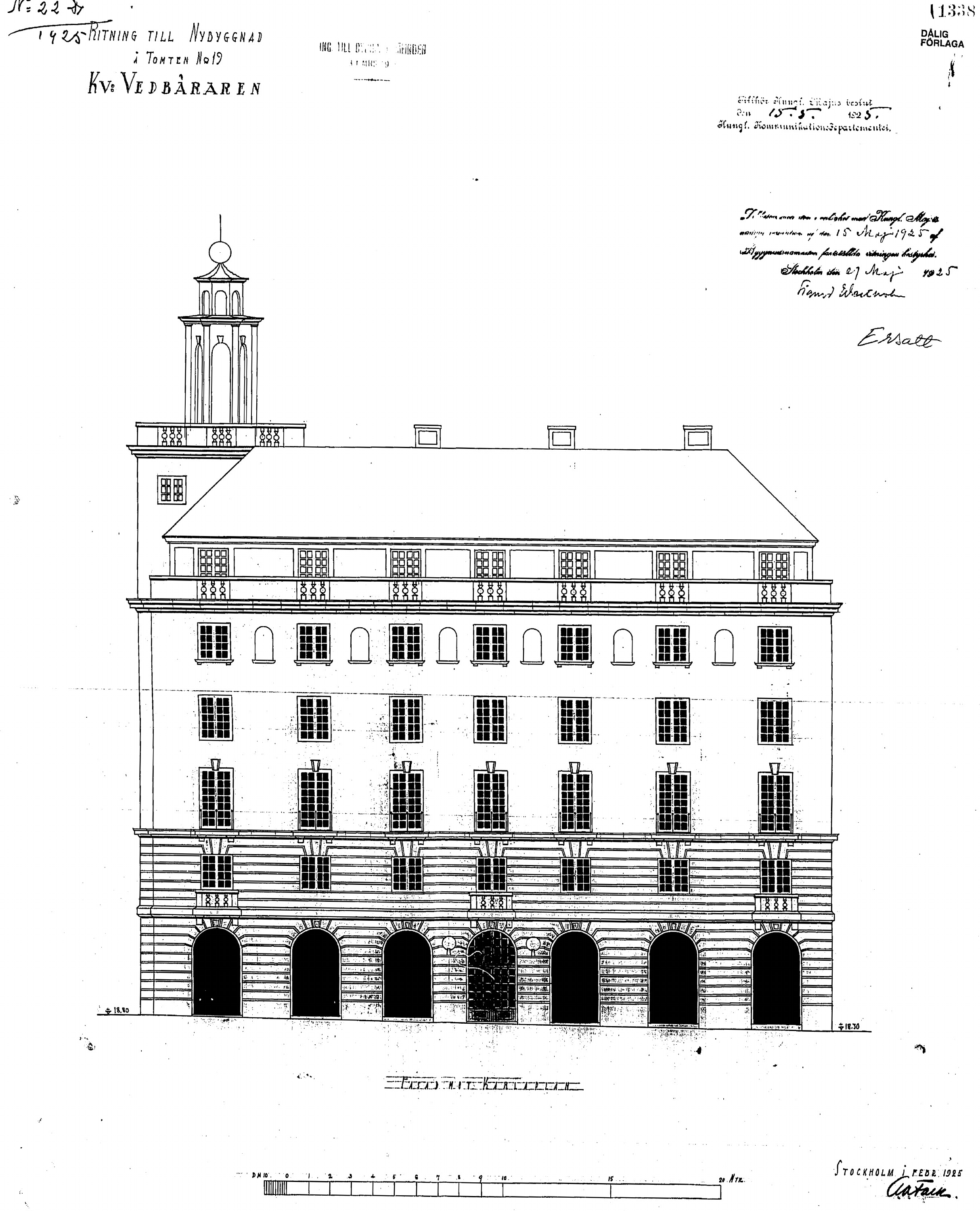
Fasad mot Karlaplan.